# Хадонов, Артур Ахсарбекович
Хадонов Артур Ахсарбекович (род. 1 августа 1972 года, Владикавказ) — бывший министр физической культуры и спорта РСО-Алания Артур, армрестлер, мастер спорта России международного класса по армрестлингу.

## Биография
Артур Хадонов участвовал в турнире чемпионата России по армрестлингу 2022 году, среди ветеранов, чемпионами турнира стали Маирбек Золоев и Артур Хадонов. За победу боролись участники от 16 лет. Самому опытному спортсмену Артуру Хадонову 50 лет на момент участия.

## Спортивные достижения
- 2-кратный чемпион мира на левую руку (до 100 кг в 1996 (за Литву), до 110 кг в 1994);— ;[5]
- Чемпион Европы на левую руку до 100 кг в 1996;— ;
- 2-кратный финалист чемпионата мира на левую руку до 100 кг в 1993, 1997;— ;
- 4-кратный финалист чемпионата Европы (на правую руку до 100 кг в 1995 и 1996; на левую руку до 100кг в 1997, +110 кг в 1995);— ;
- 2-кратный призёр чемпионата мира (на правую руку до 100 кг в 1997; на левую руку до 110 кг в 1998). — ;[6][7]
- Чемпион России 2022.— ;[8]